# Величні за власним вибором (книжка)
Величні за власним вибором (англ. Great by Choice: Uncertainty, Chaos, and Luck—Why Some Thrive Despite Them All by James C. Collins, Morten T. Hansen) - книжка бізнес-консультанта, дослідника Джеймса Коллінза та професора менеджменту Університету Каліфорнії Мортена Т.  

## Огляд книги
Через десять років після завоювання популярності книгою «Від хорошого до величного» автор бестселеру Джеймс Коллінз повертається з питанням: 
Чому одним компаніям вдається процвітати навіть в часи хаосу та невизначеності, тоді як іншим ні? 
На основі результатів 9-ти річного дослідження з детальним аналітичними даними та цікавими історіями команда дослідників на чолі з Коллінзом та Гансеном вивчила шлях компаній, яким вдалось досягнути величі, пройшовши крізь непередбачувані зрушення.  [Архівовано 25 січня 2019 у Wayback Machine.]
Джеймс Коллінз та його колега Мортен Т. Гансен перераховують принципи побудови могутнього підприємства в часи непередбачуваних та швидкоплинних подій. Червоною ниткою в книзі проходить тема нестабільності бізнес-середовища, з яким стикаються лідери сьогодні. Автори доходять до висновку, що нові лідери - це люди більш дисципліновані, досвідчені та, подекуди, параноїки. Слідуючи загальноприйнятому твердженню, що «швидкий» світ вимагає невідкладних швидких рішень та дій, можна довести компанію в глухий кут. Насправді, великі компанії кардинально не реагують на зміни так як інші. Інновації не є козирною картою в сучасному світі, навпаки, куди більш важливе вміння масштабувати інновації та поєднати творчість з дисципліною.   
Величні компанії та лідери, які створили себе самі, не були більш везучі ніж інші, але досягли більшого успіху.
В нашому нестабільному та постійно мінливому світі велич - це вибір, а не випадковий збіг обставин.  

## Переклад українською
- Коллінз, Джим. Величні за власним вибором / пер. Владлен Заборов. К.: Наш Формат, 2016. —  384 с. — ISBN 978-617-7279-41-8